# Andy Ogles
Andy Ogles (ur. 18 czerwca 1971 w Nashville) – amerykański skrajnie prawicowy polityk i biznesmen; w latach 2018–2022 burmistrz hrabstwa Maury, w stanie Tennessee. W 2022 roku wybrany do reprezentowania piątego okręgu wyborczego stanu Tennessee w Izbie Reprezentantów Stanów Zjednoczonych. Członek Partii Republikańskiej.
Zanim zajął się działalnością polityczną, był przedsiębiorcą posiadającym i prowadzącym restauracje oraz firmę inwestującą w nieruchomości. Później został dyrektorem operacyjnym Abolition International, organizacji zajmującej się zwalczaniem handlu ludźmi. Jego działalność polityczna zaczęła się, gdy został dyrektorem stanowym konserwatywnej grupy – Americans for Prosperity (AFP).
Po odejściu z AFP pełnił funkcję dyrektora wykonawczego Centrum Laffera, które doradzało Białemu Domowi i wielu gubernatorom w zakresie polityki podatkowej. Stał się znanym w kraju ekspertem w zakresie polityki podatkowej i opieki zdrowotnej; publikował artykuły w The Wall Street Journal i Investor's Business Daily.
W 2020 roku przeciwstawił się administracji prezydenta Bidena w sprawie restrykcji związanych z pandemią COVID-19, grożąc, że osobiście pójdzie do więzienia, zamiast zmuszać obywateli i lokalne firmy z jego hrabstwa do przestrzegania zaleceń dotyczących szczepień i masek. Deklaruje walkę o suwerenność stanową, prawa konstytucyjne, wolność i swobodę wobec zaborczego rządu federalnego. Sprzeciwia się także wysokim podatkom, polityce migracyjnej, aborcji i małżeństwom osób tej samej płci.
W 2022 roku, w listopadowych wyborach pokonał kandydatkę Demokratów – Heidi Campbell, stosunkiem 55,8% do 42,3% głosów. Piąty okręg wyborczy, który będzie reprezentował od 2023 roku, obejmuje znaczną część obszaru metropolitalnego stolicy stanu – Nashville. Jego zwycięstwo oznacza, że pierwszy raz od 147 lat Republikanie w Kongresie będą reprezentować całe Nashville.
Jest żonaty z Moniką, z którą mają trójkę dzieci.